# Lac Noir (Ardiden)
À ne pas confondre avec le Lac Noir (Arbizon)
Le lac Noir est un lac de la chaîne de montagnes des Pyrénées situé dans le département français des Hautes-Pyrénées de la région Occitanie.
Le lac a une superficie de 4,8 ha pour une altitude de 2 330 m .

## Géographie
Le lac se trouve sur le territoire de la commune de Luz-Saint-Sauveur, dans le Massif d'Ardiden (Pyrénées).

### Topographie
| Lac puis Pic de Chanchou | Pic de Bastampe | Ravin du Lac Noir Pic des Cardis |
| Crête Col de Culaus      | lac Noir        | Crête de Hèche                   |
| Pic du Lac Noir          | Pic             | Crête                            |

### Hydrographie
Le lac n'a pas d'émissaire, le ravin du lac noir en contrebas est un ravin sec où ne coule aucun ruisseau permanent. 

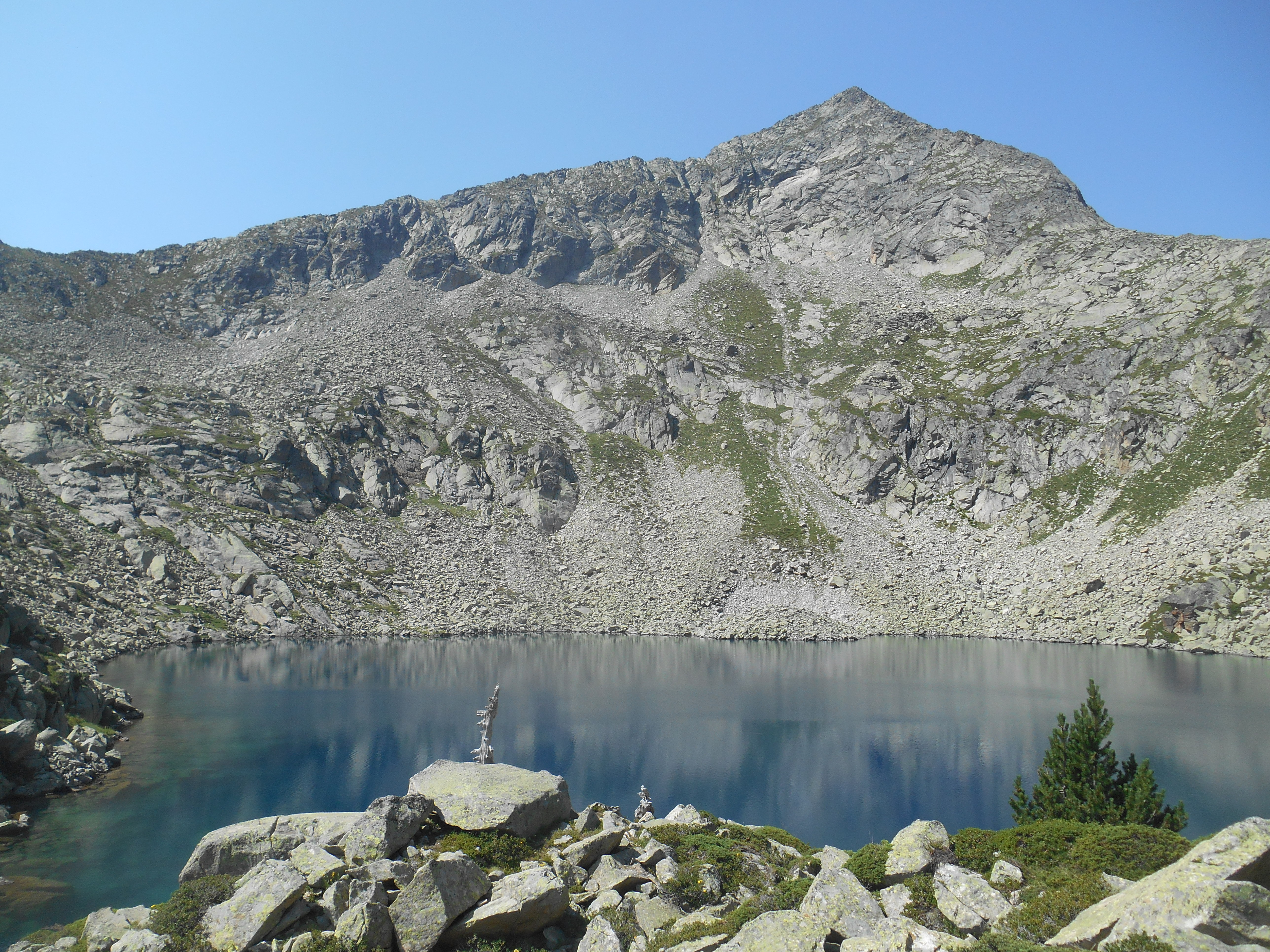
Lac Noir d'Ardiden en juillet 2022 avec au fond, le pic du Lac noir (2758 m).

### Géologie
Le lac Noir est un lac glaciaire de montagne, dont la formation se passe en trois étapes majeures :
1. À l'Éocène vers −40 Ma se forme la chaîne des Pyrénées à la suite de la remontée vers le nord de la plaque africaine qui entraîne avec elle la plaque ibérique. Cette dernière glisse alors sous la plaque eurasiatique située plus au nord, ce qui entraîne le plissement, le relèvement et le charriage des couches géologiques de la croûte terrestre,.
2. À partir du Pliocène puis surtout du Pléistocène, de −5 Ma à −10 000 ans, un refroidissement général du climat entraîne la formation de glaciers et d'une érosion fluvioglaciaire (vallées, cirques, moraines, ombilics, etc) dans toute la chaîne des Pyrénées.
3. Depuis l'Holocène, à partir de −10 000 ans, un redoux climatique entraîne la disparition des glaciers et la formation dans leur sillage de nombreux lacs glaciaires qui sont de deux sortes, :
- le lac de verrou qui se forme dans un ombilic glaciaire formant un creux naturel et terminé par un verrou glaciaire rocheux.
- le lac de moraine qui se forme derrière une moraine agissant comme un barrage naturel.

## Faune et flore
La végétation autour du lac est caractéristique d'un étagement altitudinal de type alpin.

## Protection environnementale
Le lac fait partie d'une zone naturelle protégée, classée ZNIEFF de type 1 : Vallée de Cestrède et de type 2 : Haute vallée du gave de Pau : Vallées de Gèdre et Gavarnie.

## Randonnées

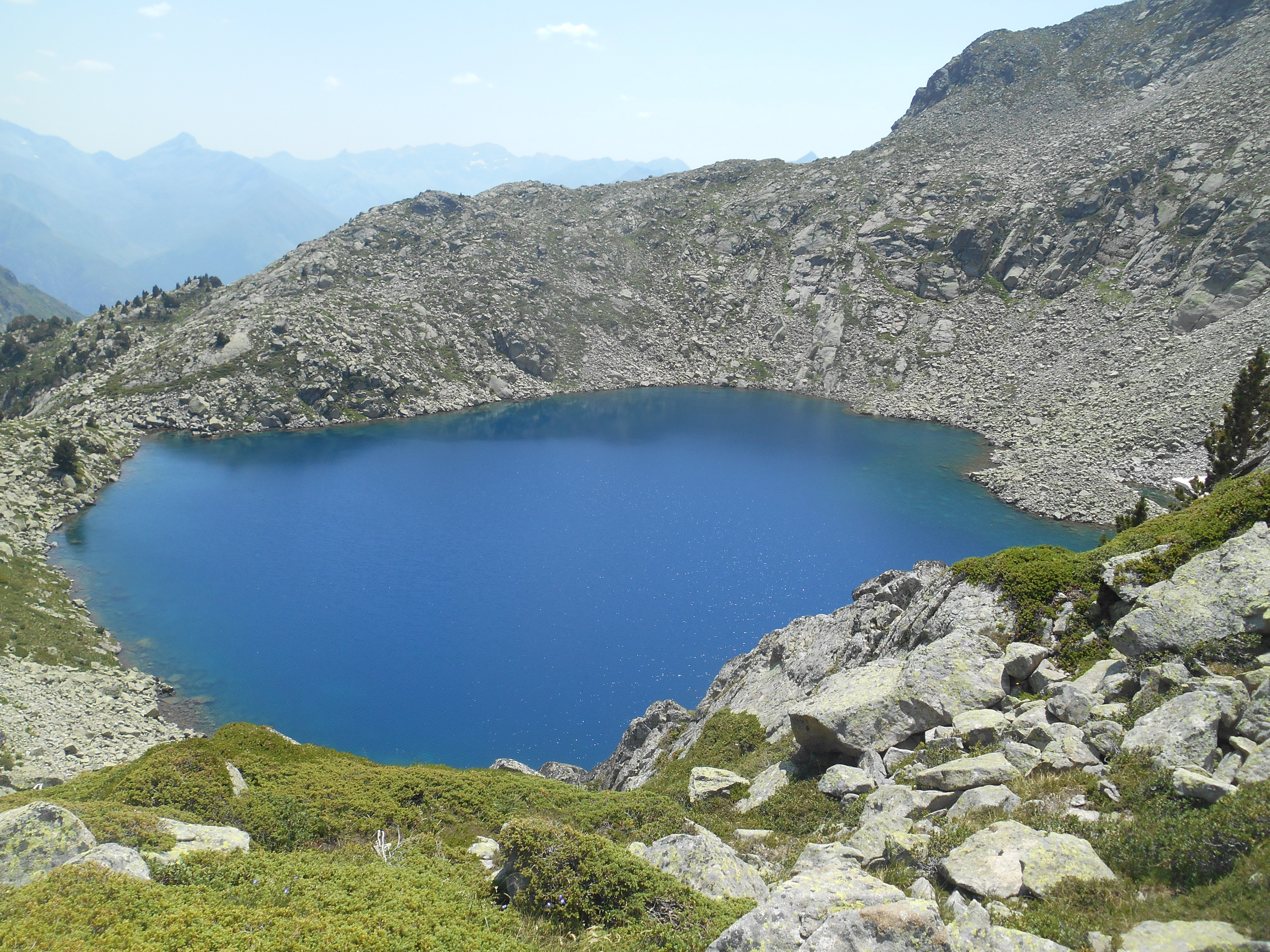
Le lac Noir avec à gauche au fond, l'arrivée par la crète de Hèche depuis le lac d'Antarrouyes.

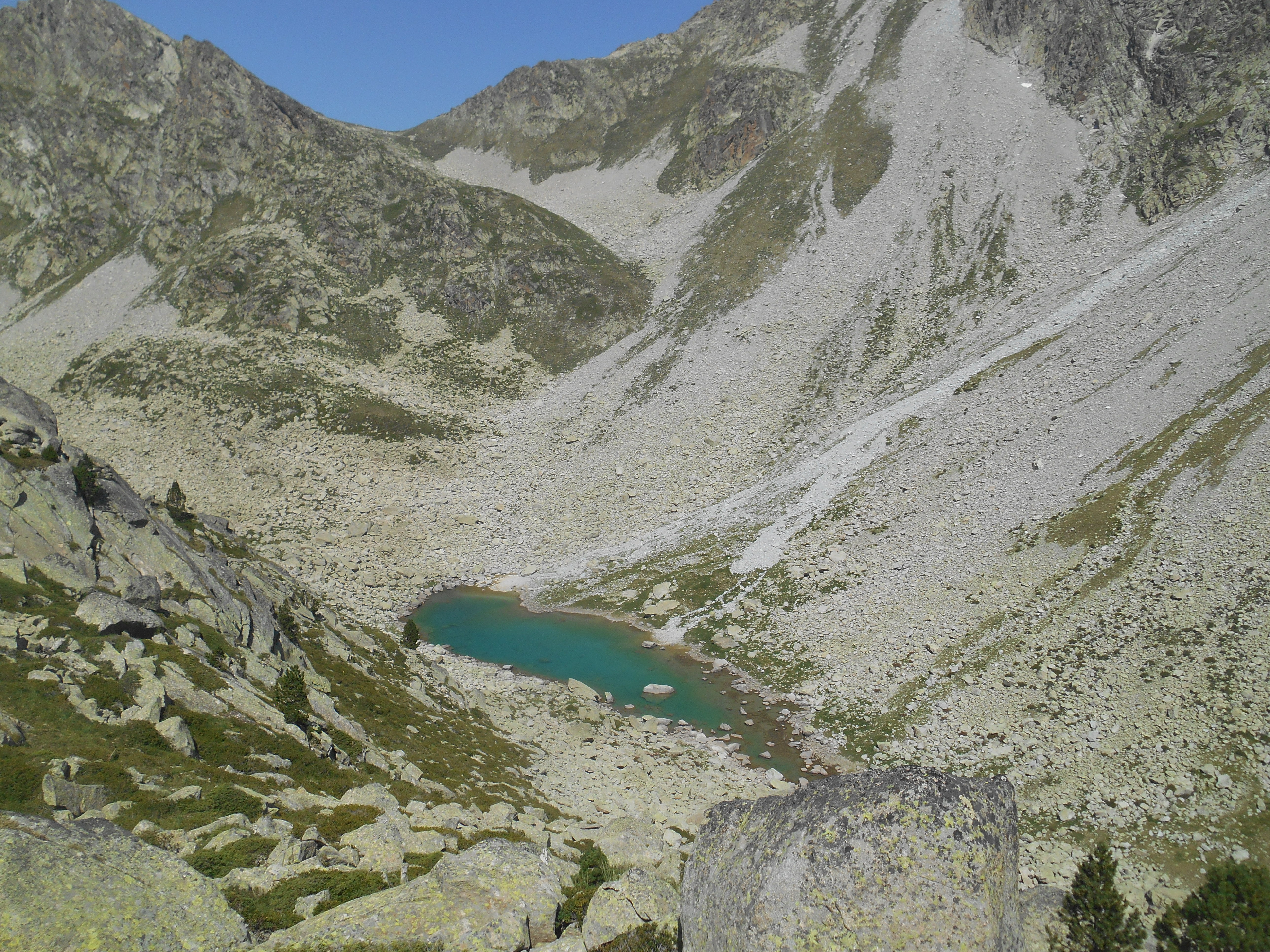
Le lac de Culaus depuis les hauteurs du lac Noir, une des voies d’accès possibles. Dans le fond, le col de Culaus.

Au départ des granges de Bué, sur le sentier qui mène au lac de Cestrède puis à celui d'Antarrouyes. Sur les hauteurs de ce derniers, un autre sentier cairné repart en direction opposée vers l'ouest sur la crête de Hèche jusqu'au lac Noir. Il faut compter environ 1 h 30 entre Antarrouyes et le lac Noir ainsi qu'une seule difficulté consistant en une petite barre rocheuse à descendre.
Une autre voie d’accès plus longue débute depuis la Fruitière, sur la piste menant au lac d'Estom, puis en tournant vers l'est au refuge Russell, puis le col de Culaus. Du col, il faut alors redescendre toujours plein Est jusqu'à un petit lac de Culaus que l'on parcourt sur sa longueur, avant de remonter au lac Noir situé juste au-dessus.
De par sa position excentrée et son encaissement, le lac Noir reste peu fréquenté et n'offre que peu de place de bivouac. Il reste possible d'en faire le tour malgré les blocs rocheux et l'absence de berge.